# Mole Antonelliana
Mole Antonelliana visoka je građevina, simbol grada Torina.
Izgradio ju je arhitekt Alessandro Antonelli, kao židovsku sinagogu. Gradnja je bila započeta 1863.
Kako se Antonelli nije slagao s dizajnom,  želio je povisiti Mole na 113 metar, što je bilo oko 47 metara više od prvotne zamisli. Budući da su dodatni radovi bili preskupi, radovi se zaustavili 1869.
1873. grad Torino je zamijenio dio svog zemljišta za zemljište na kojem se nalazio Mole, te ju je dodijelio kralju Viktoru Emanuelu II. Antonelli je započeo radove na Mole-u, povisio ju prvo na 146 m, pa 153 m, i konačno na 167 m.
23. svibnja 1953. snažan tornado pogodio je Torino i uništio skoro 47 metara visoki šiljasti vrh. Vrh je obnovljen 1961.
Od 2000. Mole službeno je Državni filmski muzej"  (tal. Museo Nazionale del Cinema). Nalazi se i na kovanici od 2 centa, te je bila na amblemu Zimskih olimpijskih igrara u Torinu 2006.
Kao dio umjetničkog rada Maria Merza, pod imenom Let brojeva (tal. Il volo dei Numeri) crvenim svjetlima napisani su Fibonaccijevi brojevi.

## Vanjske poveznice
- Povijest Mole Antonelliana  Arhivirana inačica izvorne stranice od 6. ožujka 2010. (Wayback Machine)
- Slike
- Amblemi ZOI. u Torinu  Arhivirana inačica izvorne stranice od 24. studenoga 2020. (Wayback Machine)
- Informacije i slike o Mole Antonelliana  Arhivirana inačica izvorne stranice od 15. lipnja 2007. (Wayback Machine)
- Web stranica Nacionalnog muzeja kina

- Pogled odozdo
- Mole u sumrak
- Pogled s rijeke Po
- Mole u magli
- Mole Antonelliana: 17. ožujka 2011. godine.
- Logo ZOI u Torinu
- Mole bez vrha
- Mole u 19. stoljeću